# Pałac w Jakubowie (powiat polkowicki)
Pałac w Jakubowie – wybudowany w XVII w.

## Położenie
Pałac położony jest we wsi Jakubów w Polsce, w województwie dolnośląskim, w powiecie polkowickim, w gminie Radwanice, w pobliżu Głogowa.

## Historia
Obiekt w ruinie jest częścią zespołu pałacowego, w skład którego wchodzi jeszcze park.